# Vlag van Cheshire
De vlag van Cheshire, een van de traditionele graafschappen van Engeland in Engeland. Het werd op 10 april 2013 geregistreerd door het Flag Institute, met als ontwerp een wapenvlag van de voormalige Cheshire County Council, verleend op 3 mei 1938.

## Ontwerp
Op de vlag staan drie gouden korenschoven en een gouden kling op een blauwe achtergrond. Het ontwerp wordt sinds de 12e eeuw in verband gebracht met het graafschap Chester en wordt al sinds 1560 in het wapen van Chester gebruikt.

## Gebruik
De vlag wappert naast de Union Flag boven het Department for Communities and Local Government. Stockport County FC heeft een Cheshire Flag Day gehad om de wortels van Stockport in het historische graafschap Chester te herdenken. 
De tarweschoven en blauwe achtergrond zijn verwerkt in het logo van Cheshire West and Chester Council en de tarweschoven zijn verwerkt in het logo van Cheshire East Council. Bovendien is het logo van Stockport County FC heeft de drie gouden korenschoven en het gouden mes op een blauwe achtergrond als het wapenbord.